# バッカス (レオナルド)
『バッカス』（伊: Bacco, 英: Bacchus）あるいは『洗礼者聖ヨハネ』（伊: San Giovanni Battista, 英: Saint John the Baptist）は、イタリアのルネサンス期の芸術家レオナルド・ダ・ヴィンチの素描に基づいて1517年から1520年頃に制作された絵画である。油彩。おそらくレオナルド・ダ・ヴィンチの工房で、未知の追随者によって制作されたと推定されている。現在はパリのルーブル美術館に所蔵されている。

## 作品
絵画は牧歌的な風景の中に座る、花輪を頭に戴き、ヒョウの皮を身にまとった男性の姿を描いている。彼は右手で画面右を指さし、左手でテュルソスをつかみながら大地を指さしている。もともとは洗礼者ヨハネを描いた作品で、17世紀後半の1683年から1693年の間に塗り直され、ギリシア神話の酒神ディオニュソス（ローマ神話のバッカス）に変更された。
カッシアーノ・ダル・ポッツォは1625年にフォンテーヌブロー宮殿で見た以前の状態の絵画について、献身、礼儀正しさ、類似性のいずれもなかったと述べている。非常に美しく、若々しく、わずかに両性具有的な雰囲気を漂わせる洗礼者ヨハネの姿は、彼を描写する際の芸術的慣習と非常に異なっている。すなわちキリストよりも年上の禁欲的な預言者でもフィレンツェの幼児としてでもなく、同じくルーヴル美術館の『洗礼者聖ヨハネ』に特有のものであり、レオナルド・ダ・ヴィンチの発明の一種である、見る者を戸惑わせる、やや曖昧な官能性を備えている。
上塗りは洗礼者ヨハネの持つ長い柄の十字架のような杖をバッカスないしその信者が持つ杖テュルソスに変更し、つる植物の花輪を追加することで、聖ヨハネのイメージを異教の神に変更している。毛皮のローブは洗礼者ヨハネより受け継いだものだが、花輪と同様に、ギリシアの葡萄酒と酩酊の神であるバッカスに関連するヒョウの斑点で覆われている。
美術史家シドニー・ジョセフ・フリードバーグはこの絵画をレオナルド・ダ・ヴィンチの第2のミラノ時代に割り当てている。制作者の可能性がある画家として提案されているロンバルディアの画家の中には、チェザーレ・ダ・セスト、マルコ・ドッジョーノ、フランチェスコ・メルツィ、チェザーレ・ベルナッツァーノがいる。

## 複製

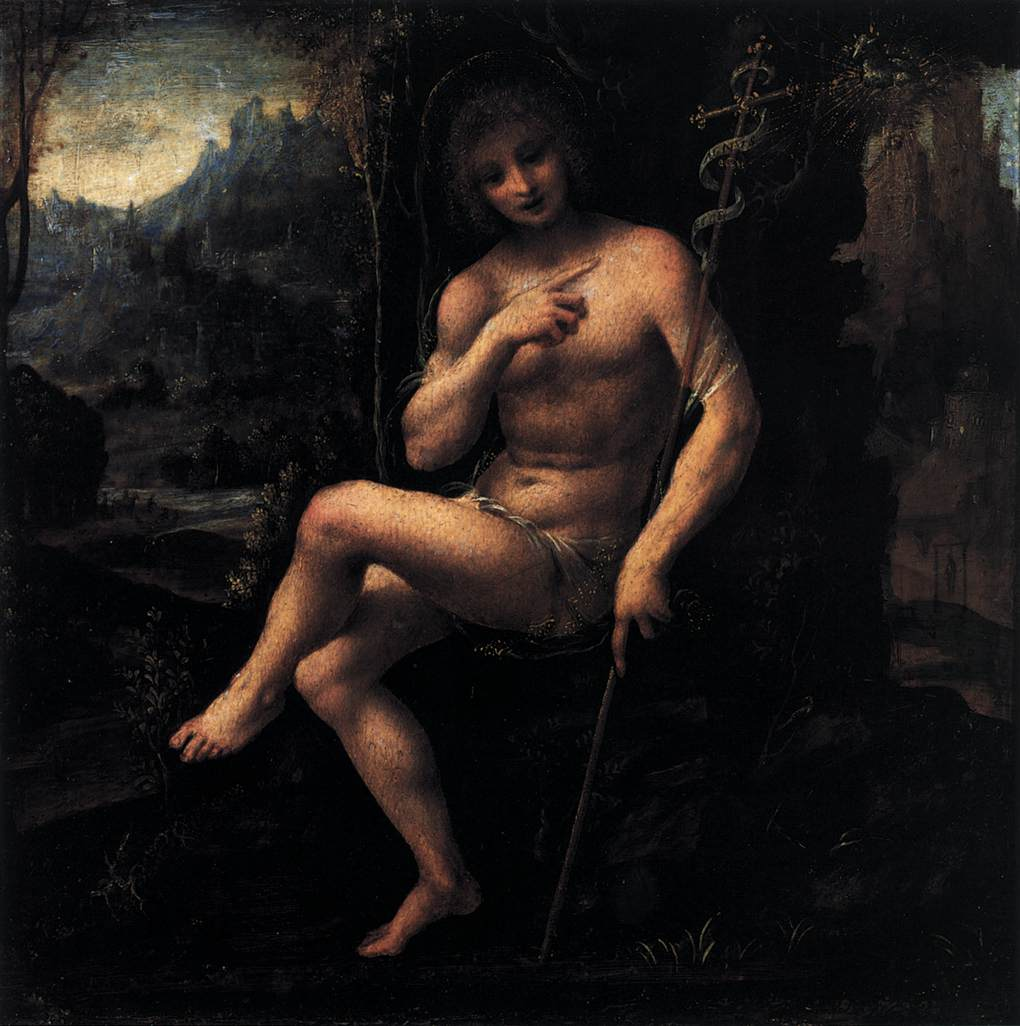
ベルナルディーノ・ラニーノの『荒野の洗礼者聖ヨハネ』。スコットランド国立美術館所蔵。

レオナルド派の画家によって制作された複製はほとんど知られていない。 そのうちの1つはエジンバラのスコットランド国立美術館に所蔵されているベルナルディーノ・ラニーノの『荒野の洗礼者聖ヨハネ』（Saint John the Baptist in the Wilderness）で、聖人は洞窟の背景に置かれ、高い岩、川と、画面左に騎士、画面右に絞首刑に処された男が見える。また15世紀から16世紀の別の複製がモントーバンのアングル美術館に所蔵されている。チェザーレ・ダ・セストの追随者に起因する別の複製は、2008年4月23日にクリスティーズのオークションで販売された。

## 来歴
17世紀にフォンテーヌブロー宮殿にあったことが明らかであり、おそらくフランス国王フランソワ1世の治世中にフランスの王室コレクションに入ったと考えられている。1683年にフォンテーヌブロー宮殿で『荒野の聖ヨハネ』（Saint Jean dans le désert）、1693年にムードン城で『バッカス』として、以前は『聖ヨハネ』として目録が作成されていたというわずかなメモとともに目録が作成された。